# 鐵砲傳來

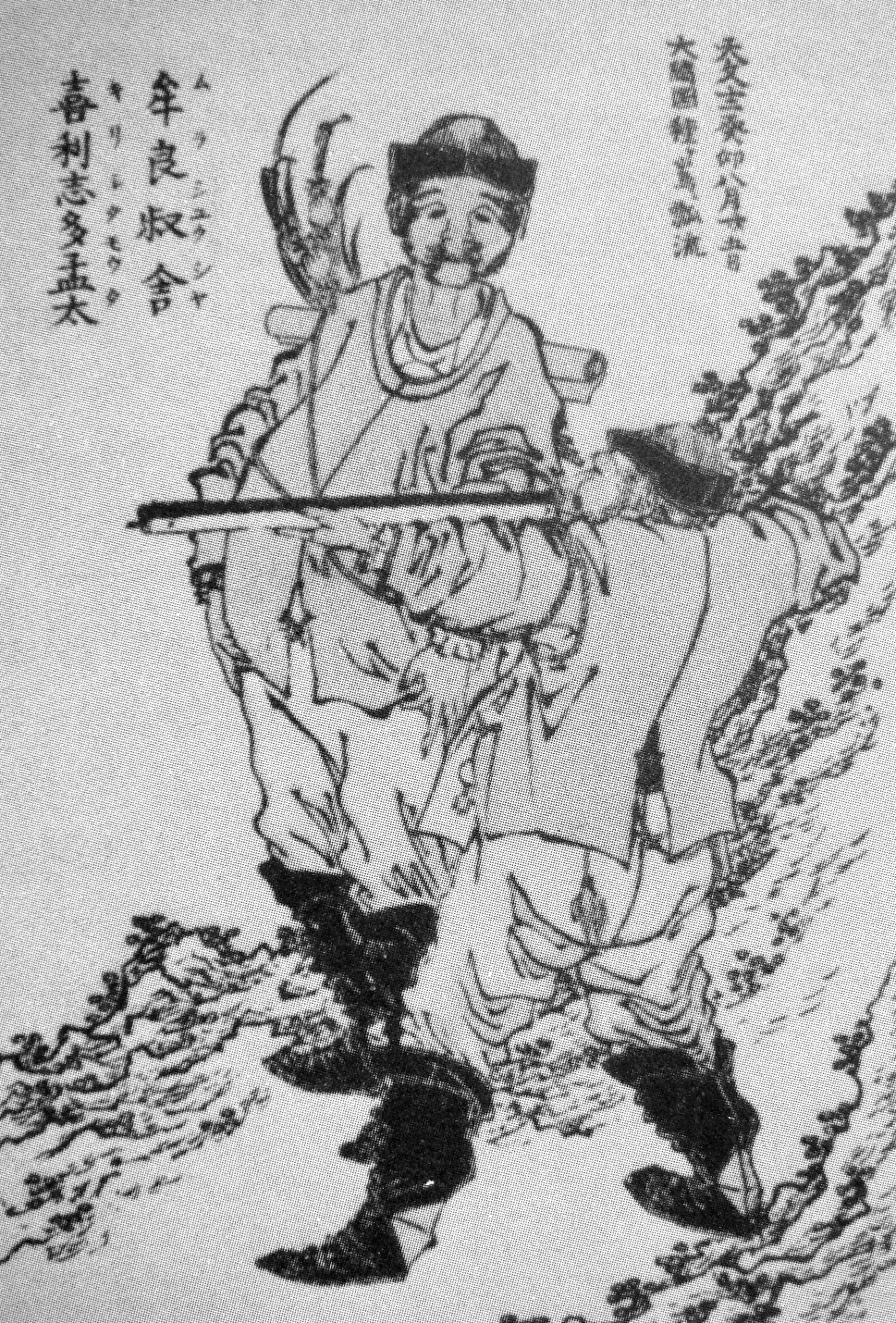
牟良叔舍及喜利志多佗孟太手持火繩槍之畫像

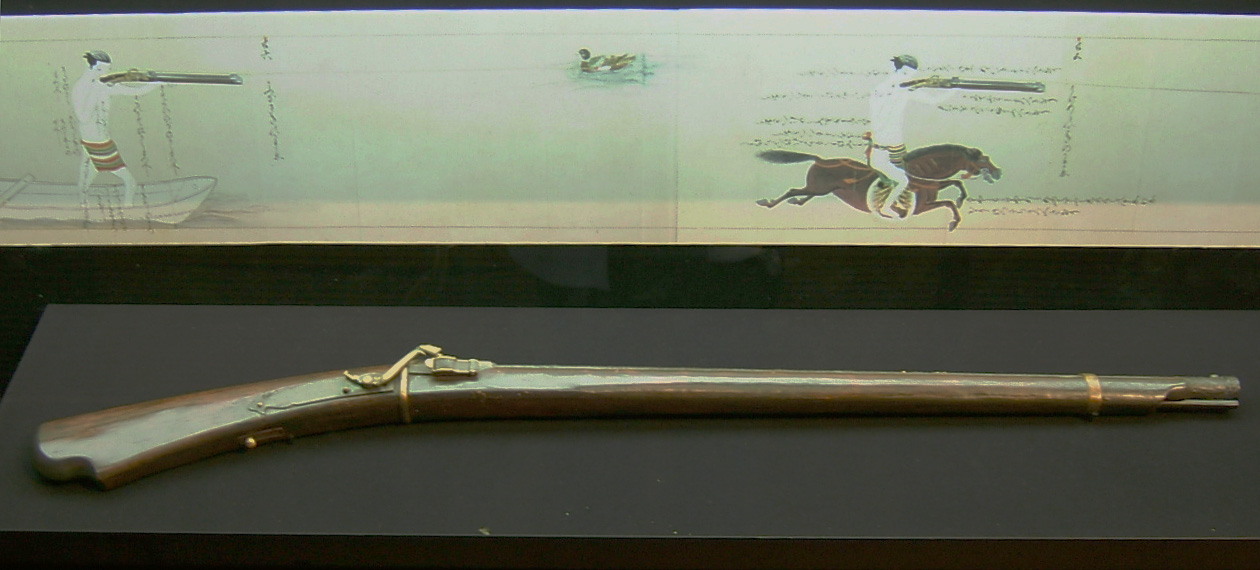
種子島火繩銃，2005年日本國際博覽會（愛知萬博）的葡萄牙館展示物。

鐵砲傳來（日语：／ Teppō Denrai），廣義上是指16世紀期間，火繩槍從歐洲傳入東亞的事件，狹義上則為火繩槍從歐洲傳入大隅國種子島（今日本鹿兒島縣）的事件。

## 傳入種子島

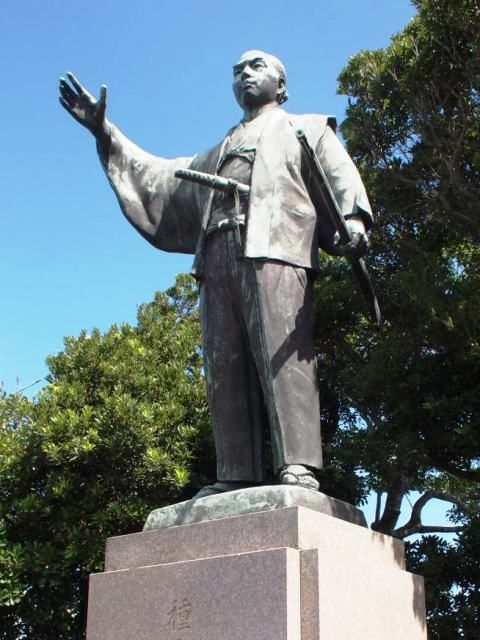
種子島時堯之銅像

### 日本《鐵炮記》的内容
据《铁炮记》记载， 天文12年（1543年）8月25日，一艘載有100多名乘客的中國船隻在大隅国种子岛西村的古浦（今前之滨）漂流上岸。 由於言語不通，因此島上官員西村时贯与船上的明朝儒生五峯（即汪直）进行了筆談，并安排将船拖到赤尾木（今西之表市赤尾木城遺跡），即島主种子岛时尧的城池所在地。
该船于8月27日停靠在赤尾木。当时时尧命令法華宗僧人住乘院与汪直进行筆談时，船上有两位外国商人的代表，分別為弗朗西斯科・澤莫托（Francisco Zeimoto，汉字表記為牟良叔舎）和安東尼奧・達莫托（Antonio da mota，漢字表記為喜利志多佗孟太）。
島主时尧在觀看二人示範使用火繩槍後，購買了他們示範時所使用的兩把火绳枪，让他的家臣筱川幸四郎学习配制火药。在时尧剛剛學會使用槍枝射擊的時候，碰巧纪伊国根來寺的津田妙算也向他求要枪支，後时尧給予津田妙算其中一把。此外，时尧亦要求鐵匠八板金兵衛複製槍枝，後產出數十把複製品。另外，立花谷橘屋又三郎从堺（今大阪府堺市）来到种子岛学习枪支技术，並在兩年內學成。

### 歐洲之相關紀錄
另一方面，16世紀的葡萄牙历史学家安東尼奧·加爾旺在其書籍《新舊事件探索紀》（葡萄牙語：Tratado dos Descobrimentos, antigos e modernos）中描述了弗朗西斯科・澤莫托和安東尼奧・達莫托于1542年在日本漂流上岸，比《鐵砲記》描述的早一年。
No anno de 1542 achandose Diogo de freytas no Reyno de Syam na cidade Dodra capitam de hũ nauio, lhe fogiram tres Portugueses em hũ junco q' hia pera a China, chamauãse Antonio da mota, Francisco zeimoto, & Antonio pexoto. Hindo se caminho p'a tomar porto na cidade de Liampo, q' está em trinta & tãtos graos daltura, lhe deu tal tormenta aa popa, q' os apartou da terra, & em poucos dias ao Leuãte viram hũa ylha em trinta & dous graos, a q' chamam os Japoes, que parecem ser aquelas Sipangas de que tanto falam as escripturas, & suas riquezas: & assi estas tambem tem ouro, & muyta prata, & outras riquezas. 

公元1542年，三名葡萄牙人從停泊在暹羅王國Dodra城的一艘輪船的船長Diogo de freytas no Reyno手下逃脫，乘著一艘破船駛往中國。 這三個人，名為 Antonio da Motta、Francisco Zeimoto 和 Antonio Pesito，向北緯約30度的 寧波 駛去。 然而，在遭遇風暴並離開陸地後，他們在北緯 32 度以東發現了一個島嶼。 它的名字叫Sipangu（即日本），似乎就是傳說中的財富之島，到處都是金銀財寶。
 — António Galvão
除以上文獻外， 葡萄牙傳教士陸若漢的《日本教会史》中指出此事應發生於1542年。而费尔南·门德斯·平托於《东洋恒力记》中則指出此事應發生於1544 年。

### 「鐵炮傳來」的意義
在欧洲，马可·波罗在马可·波罗游记中以「黃金之國」的名义介绍了日本的，引起了人们的兴趣。然而，日本在出版後大约 250 年的时间里一直不为人知，直到地理大发现時期，葡萄牙人才開始在世界地图和地球仪上加上日本，但其位置飄忽不定。
宋代發明的中國火器，後流传到突厥、伊朗及欧洲，在战争中大量使用。在东亚，在第一波火器传播的影响下，包括阿萨姆、东南亚北部、中国、朝鲜等擁有先進火器的國家支配了鄰近的沿海或海島國家。然而到了大航海时代，更先进的火器从欧洲，尤其是葡萄牙被傳入亚洲，军事优势被逆转。同时亚洲海上的战事愈演愈烈，例如丰臣秀吉出兵朝鲜，使得入侵亚洲大陆成为可能。

### 在战斗中使用
不遲於1549年，火炮从种子島傳到位於近畿地方的室町幕府  。此外，《时继恭记》中記載，在1550年7月14日的中尾城之战中，有士兵遭火繩槍槍擊身亡。

### 螺絲製造技術
有一种普遍认为的理论认为，枪支的引入同時将螺丝技术带到了日本 。在火繩槍傳入之前，日本尚未有製作螺絲的技術。但後來八板金兵衛在複製火繩槍的同時，亦複製了作為槍枝零件的螺絲。此技術最终在江户时代末期的文明启蒙时期流行起来。